# 紅河豬
紅河豬（学名：Potamochoerus porcus），也被稱為非洲野猪，是分布在西非幾內亞和剛果森林的豬科動物。牠很少遠離雨林，並且通常喜歡靠近河流或沼澤地區。

## 描述
紅河豬具有醒目的橙色到紅棕色的毛皮，黑色的腿和沿脊柱的簇絨的白色條紋。成豬的眼睛周圍以及臉頰和頜骨上都有白色標記，其餘的臉部黑色。下巴和側面上的毛髮比身體上的毛髮長，雄性具有特別突出的面部鬍鬚。不像其他原產於熱帶非洲的豬種類，紅河豬整個身體覆蓋著毛髮，沒有裸露的皮膚可見。
成年紅河豬重45-115公斤，高55-80厘米，長100-145厘米，尾部長30-45厘米，尾部末端有一束黑毛，耳朵也是長而薄。公豬體玨比母豬大一些，鼻子的兩側都有明顯的錐形突起，而且有小而尖的獠牙。面部突起是骨質的，可能是為了保護公豬與其他公豬打鬥時的面部肌腱。

## 分布和棲息地
紅河豬分布於西非的雨林、潮濕草原、河谷，湖畔和沼澤。分佈範圍從剛果地區和岡比亞到剛果東部，向南到開賽河和剛果河。一般來說，中非和西非也找到牠們。

## 行為
紅河豬是雜食動物，主要吃根莖和塊莖、水果、草、腐肉、昆蟲和蜥蜴。牠們用咀在泥土中找尋食物，以及用他們的長牙和前腳挖地。牠們可能對農作物造成損害，如木薯和山藥。
紅河豬通常在白天活動，但主要是夜間或拂曉時候。牠們通常大約以六至十隻為一群生活，通常是一隻公豬與多隻母豬及牠們子女組成。然而在更大的群體中可三十隻一起生活，公豬會對獵食者積極地捍衛牠的后宮，豹是一個很常見的威脅。牠們會用不同的叫聲來互相溝通和警報。

## 繁殖
紅河豬行季節性繁殖，幼豬通常在2月的旱季結束和7月的雨季中期出生。發情週期持續34至37天，公豬在交配前舔母豬的生殖區，持續約五至十分鐘，妊娠期120天。
一胎最多六隻，一般3-4隻，幼出生時重量為650至900克，牠們在大約四個月後斷奶，半年後長出與成豬一樣的紅色毛髮，黑暗的面部標記直到牠們達到大約兩歲才出現。牠們可以在野外活大約十五年。